# زينوبوت

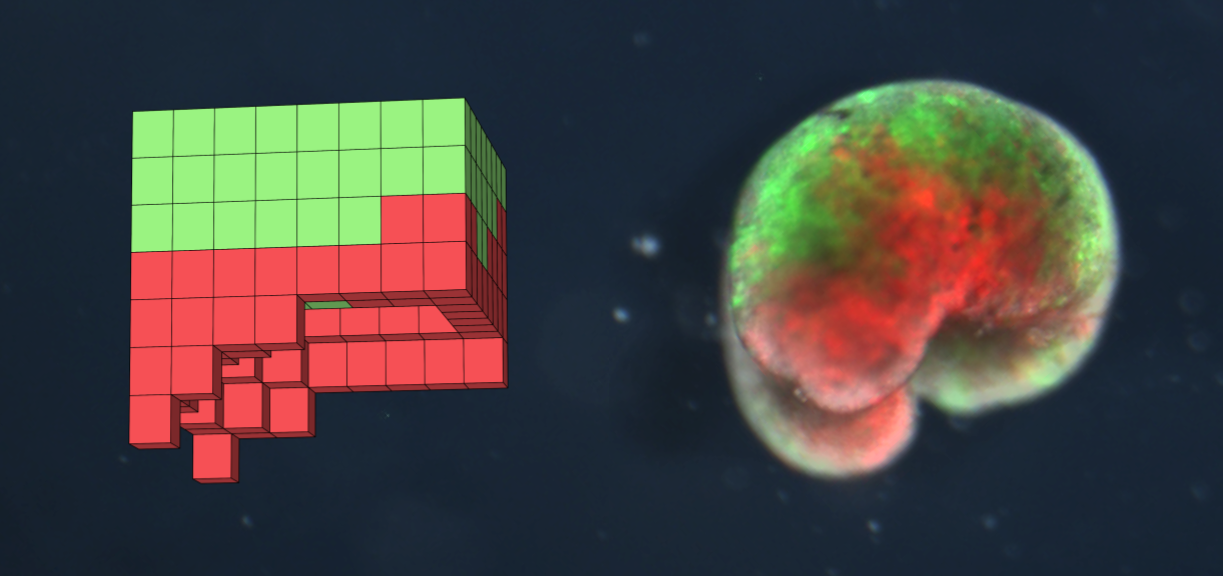
زينوبوت في المحاكاة (يسار) وحقيقي (يمين) ، مع خلايا الجلد باللون الأخضر وخلايا عضلات القلب باللون الأحمر

زينوبوت (سمي على اسم الأصل الخلوي للضفدع الأفريقي ذو المخلب قيطم أفريقي Xenopus laevis) وهو اسم روبوت حيوي شديد الدقة تم إنشاؤه من خلايا أجنة الضفادع.

## الخصائص
تم وصف زينوبوت لأول مرة بأنها «كائنات قابلة للبرمجة» في منشور في مجلة تطبيقات الأكاديمية الوطنية للعلوم (Proceedings of the National Academy of Sciences)في يناير 2020. وفقا لتقارير وسائل الإعلام، «لأول مرة خلق كائن حي قابل للبرمجة». تتكون خلايا الزينوبوت من خلايا جلد وخلايا عضلات القلب لضفدع وتم تجميعها من الخلايا الجذعية الجنينية .  يؤدي انقباض الخلايا العضلية إلى إنشاء حركة موجهة بشكل أو بآخر اعتمادًا على شكل الزينوبوت المجمع. تم تكوين شكل للأهداب في عن طريق الحقن المجهري لـ mRNA داخل خلايا من جنين الضفدع. تعيش الزينوبوت في المحاليل المائية لمدة أسبوع تقريبًا وبدون إمدادات من العناصر الغذائية ويمكنها شفاء الإصابات الطفيفة. وككائنات بيولوجية، فإن الزينوبوت قابلة للتحلل بشكل كامل.

## التشكل
يتم حساب «الشكل المثالي» اعتمادًا على الذكاء الاصطناعي.  باستخدام خوارزمية متطورة. يمكن أن يتحرك الزينوبوت مقاس 0.7 ملم بشكل مستقل.

## استعمال
تُستخدم الزينوبوت لدراسة كيفية عمل الخلايا معًا أثناء التشكل.
وكذلك لتجميع الجزيئات المجهرية في طبق زراعة الخلايا.
وفي المجالات التطبيقية يمكن أستخدامها في توزيع الأدوية في الجسم أو التخلص من اللدائن الدقيقة أو النفايات المشعة. يحتمل أنها ييمكن أن تزيل التصلبات الشريانية أو تأكل الخلايا السرطانية أو أشكال مرضية أخري. يمكن أستخدام نفس خلايا المريض نفسة في إنتاج الزينوبوت لتجنب الردود المناعية.

## روابط إنترنت
- فيديو عن إنشاء زينوبوت ، على PNAS.org . أبريل 2020.